# Pänchen Sönam Dragpa
Pänchen Sönam Dragpa (Tsetang (Lhokha), 1478 - 1554) was een Tibetaans historicus en geestelijke.

## Ganden
In 1529 werd Dragpa als hooggeachte geestelijke van de gelugorde in het Tibetaans boeddhisme benoemd tot vijftiende Ganden tripa, ofwel hoofdabt, van de kloosteruniversiteit Ganden. Dit ambt bekleedde hij tot 1535.

## Werk
Tot zijn belangrijkste historiografische werken behoren de biografieën van de belangrijkste leraren van de kadam- en gelugorde, die werden gepubliceerd onder de titel Oorsprong en verbreiding van de dharma van de oude en nieuwe kadam (Wylie: bka' gdams gsar rnying gi chos 'byung).
Uit geschiedkundig oogpunt is echter het werk dat verscheen onder de titel Nieuwe rode annalen van unieke betekenis. Het vulde een leemte in de toenmalige Tibetaanse geschiedschrijving, omdat het een uitvoerige beschrijving bevatte van de geschiedenis van de regenten van de verschillende tienduizendschappen (khri-skor), de Phagmodru-dynastie en andere adellijke families in Tibet.

## Betekenis
Toen hij in 1554 overleed, omvatte zijn literaire werk meer dan vijftig verhandelingen waarvan na zijn dood een werk van zes delen werd samengesteld.
- Gemeinsame Normdatei: 118012339
- International Standard Name Identifier: 0000 0000 8104 9703
- Library of Congress Control Number: n82066872
- National Central Library: 002281089
- Nationale Bibliotheek van Israël: 987007277855605171
- Nederlandse Thesaurus van Auteursnamen: 075268434
- Istituto Centrale per il Catalogo Unico: IEIV043405
- Système universitaire de documentation: 061191353
- Trove: 928143
- Virtual International Authority File: 25947924
- WorldCat: E39PBJyt34jPGp7Wh4phDFqYT3